# 남아메리카물쥐
남아메리카물쥐(Nectomys squamipes)는 비단털쥐과 남아메리카물쥐속에 속하는 반수생의 식충성 설치류이다. 아르헨티나와 브라질, 파라과이에서 발견되며, 주로 대서양림 생태지역의 숲 강가와 시냇가 근처에서 서식한다.